# Paula Ingabire
Paula Ingabire, née le 24 janvier 1983, est une femme politique rwandaise. 
Depuis le 18 octobre 2018, elle est ministre de l'Information et des communications, de la technologie et de l'Innovation.

## Biographie

### Formation
Paula Ingabire commenca sa formation au Kigali Institute of Science and Technology puis effectue son premier cycle universitaire à l'université du Rwanda puis  et son second cycle au Massachusetts Institute of Technology.

### Début de carrière
Paula Ingabire occupe le poste de directrice des technologies de l'information et de la communication au sein du Conseil du développement du Rwanda. Puis, elle dirige la Cité de l'innovation de Kigali,,.
Elle est chef du département de développement des entreprises et du Conseil de développement du Rwanda et coordonnatrice du projet Kigali Innovation city,.

### Carrière politique
Paula Ingabire rejoint le cabinet remanié du président Paul Kagame qui a réduit le nombre de membres du cabinet de 31 à 26. Le cabinet est composé à 50 % de femmes, ce qui fait du Rwanda, avec l'Éthiopie, les deux seuls pays africains où l'égalité des sexes est assurée au sein de leur gouvernement,,.
À l'issue de l'élection présidentielle rwandaise de 2024, Paul Kagame la reconduit dans son poste.

### Autres engagements
Paula Ingabire est membre du conseil d'administration du Forum économique mondial.